# Бахчигулян, Саркис Акопович
Саркис Акопович Бахчигулян (азерб. Sarkis Akopoviç Baxçiqulyan, арм. Սարգիս Հակոբի Բախչագուլյան; 1897 — ?) — советский азербайджанский виноградарь, Герой Социалистического Труда (1949).

## Биография
Родился в 1897 году.
Участник Великой Отечественной войны.
Работал звеньевым колхоза «Ватан-Мугарибасы» Акстафинского района. В 1948 году получил урожай винограда 181,3 центнер с гектара на площади 3,5 гектара.
Указом Президиума Верховного Совета СССР от 21 июля 1949 года за получение высоких урожаев винограда в 1948 году Бахчигуляну Саркису Акоповичу присвоено звание Героя Социалистического Труда с вручением ордена Ленина и золотой медали «Серп и Молот».